# Вулиця страху. Частина друга: 1978
Вулиця страху. Частина друга: 1978 (англ. Fear Street Part Two: 1978) — американський підлітковий слешер 2021 року, знятий режисеркою Лі Джаніак. Заснований на однойменній серії книг Р. Л. Стайна, він є другою частиною повноцінної трилогії. Прем'єра відбулася 9 липня 2021 року на Netflix.

## Синопсис
У проклятому місті Шедісайд серія вбивств тероризує табір Найтвінґ і перетворює веселе літо в жахливу боротьбу за виживання.

## В ролях
| Актор                    | Роль        |
| ------------------------ | ----------- |
| Седі Сінк                | Зіґґі       |
| Емілі Радд               | Сідні       |
| Раян Сімпкінс            | Еліс        |
| МакКейб Слай             | Томмі       |
| Тед Сазерленд            | Нік Ґуд     |
| Джордана Спіро           | Мері Лейн   |
| Кайана Мадейра           | Діна        |
| Бенжамін Флорес-молодший | Джош        |
| Ґілліан Джейкобс         | К. Берман   |
| Ешлі Цукерман            | Нік Ґуд     |
| Олівія Велш              | Саманта/Сем |
| К'яра Аурелія            | Шейла       |
| Джордін Дінатале         | Рубі Лейн   |
| Ячі Вене                 | Джоан       |
| Сем Брукс                | Арні        |
| Фред Хехінгер            | Саймон      |

## Український дубляж
- Вікторія Левченко — Сідні
- Катерина Манузіна — Зіґґі
- Антоніна Якушева — Еліс
- Вячеслав Скорик — Томмі
- Вячеслав Хостікоєв — Нік Ґуд
- Олена Борозенець — К.Берман
- Марія Яценко — Джоан
- Євгеній Лісничий — Арні
- А також: Людмила Петриченко, Світлана Шекера, Єлизавета Мастаєва, Руслан Драпалюк, Єлизавета Зіновенко, Дмитро Сова, Кристина Вижу, Андрій Терещук

Фільм дубльовано студією «Postmodern» на замовлення компанії «Netflix» у 2021 році.
- Режисер дубляжу — Людмила Петриченко
- Перекладач — Олександр Зражевський
- Звукооператор — Генадій Алексєєв
- Менеджер проєкту — Наталя Філіпова
- Спеціаліст зі зведення звуку — Антон Семикопенко

## Сприйняття
Фільм отримав позитивні відгуки від кінокритиків. На вебсайті Rotten Tomatoes стрічка має рейтинг 88 % за підсумком 103 рецензій, а її середній бал становить 7/10. На Metacritic стрічка отримала 61 бал зі 100 на підставі 16 рецензій.